# Canadian Army
Canadian Army (fr. Armée canadienne, Armia Kanadyjska) – wojska lądowe Kanady, najliczniejszy z trzech rodzajów wojsk wchodzących w skład Kanadyjskich Sił Zbrojnych. W 2011 roku Canadian Army liczyła około 35 500 żołnierzy, w tym 19 500 żołnierzy pełniących służbę czynną oraz 16 000 żołnierzy rezerwy. Dodatkowo wojska lądowe zatrudniają liczący 4100 osoby personel cywilny.
W latach 1975–1997 wojska lądowe nosiły nazwę Force Mobile Command (Commandement des forces mobiles), a w latach 1997-2010 Land Force Command (Commandement de la Force terrestre).
Kanadyjskie wojska lądowe brały udział m.in. w II wojnie burskiej (1899-1902), I i II wojnie światowej (1914-1918, 1939-1945), wojnie koreańskiej (1950-1953), I wojnie w Zatoce Perskiej (1990-1991) oraz wojnie w Afganistanie (od 2001).

## Wyposażenie
Podstawę uzbrojenia kanadyjskiej piechoty stanowią karabiny automatyczne C7 oraz karabiny maszynowe C6, a wojsk zmechanizowanych i pancernych – czołgi Leopard 2 oraz wozy bojowe Coyote i LAV III.
| Zdjęcie | Sprzęt         | Producent                           | Typ                                         | Wersja                   | Liczba                | Początek służby | Uwagi |
| ------- | -------------- | ----------------------------------- | ------------------------------------------- | ------------------------ | --------------------- | --------------- | --- |
|         | Leopard 2      | Niemcy · Holandia                   | czołg podstawowy                            | 2A4+ 2A6                 | 80 40                 | 2007            | Zmodernizowane, ex-holenderskie wozy, kolejne 15 A4 sprowadzono z Niemiec jako skarbnica części, a 20 A6M wypożyczono do działań w Afganistanie. |
|         | Leopard 1      | Niemcy                              | czołg podstawowy                            | C2                       | 66                    | 1978            | W 1978 zakupiono 127 Leopard C1 (1A3), które stacjonowały w Niemczech w latach zimnej wojny, zmodernizowane po 2000 roku do C2. |
|         | LAV III        | Kanada                              | bojowy wóz piechoty                         | ISC, TUA, OPV, CPV, ELAV | 651                   | 1999            | Pochodna MOWAG Piranha IIIH 8x8, podobnych Strykerów używa US Army. |
|         | Piranha II     | Kanada · Szwajcaria                 | transporter opancerzonywóz rozpoznawczy     | BisonCoyote              | 199203                | 19901996        | Odmiany MOWAG Piranha II 8x8, podobnych LAV-25 używają US Marines. |
|         | AVGP           | Kanada · Szwajcaria                 | transporter opancerzonyWZT                  | GrizzlyHusky             | 17422                 | 1976            | Licencyjne odmiany MOWAG Piranha I 6x6, 100 + 5 wypożyczono Unii Afrykańskiej. |
|         | TAPV           | Kanada                              | opancerzony wóz patrolowy, wóz rozpoznawczy |                          | 6 (z 500 zamówionych) | 2016            | Armia kanadyjska podpisała kontrakt z Textron Systems Canada, która ma dostarczyć 500 pojazdów w dwóch wersjach – podstawowej ogólnego przeznaczenia oraz rozpoznawczej. Pierwsze pojazdy przekazane zostały w sierpniu 2016 roku.                           |
|         | M113           | Stany Zjednoczone                   | transporter opancerzony                     | M113A3/MTVL              | 289                   | 1964            | Od 1964 dostarczono 969 M113A1 oraz 174 rozpoznacze M113 C&R Lynx, część zmodernizowano po 2002. |
|         | Polaris MRZR-D | Stany Zjednoczone                   | samochód terenowy                           |                          | 0/36                  | 2016            | W 2016 roku Kanadyjskie wojska lądowe poinformowały o zamówieniu 36 samochodów terenowych Polaris MRZR-D i 12 przyczep.Pojazdy będą eksploatowane przez lekkie bataliony piechoty Canadian Army rozmieszczone w CFB Edmonton, CFB Petawawa i CFB Valcartier. |
|         | M777           | Wielka Brytania · Stany Zjednoczone | Haubica                                     | 155 mm                   | 37                    | 2005            | Wyprodukowane przez BAE Systems w USA. |
|         | LG1            | Francja                             | Haubica                                     | 105 mm                   | 28                    | 1997            | GIAT LG1 Mk II |